# Родионовская (Шенкурский район)
Родионовская — деревня в Шенкурском районе Архангельской области. Входит в состав муниципального образования «Никольское».

## География
Деревня расположена в южной части Архангельской области, в таёжной зоне, в пределах северной части Русской равнины, в 13,5 километрах на север  от города Шенкурска, на левом берегу реки Вага. Ближайшие населённые пункты: на западе деревня Васильевская, на северо-востоке деревня Тюхневская.
Часовой пояс
Родионовская, как и вся Архангельская область, находится в часовой зоне МСК (московское время). Смещение применяемого времени относительно UTC составляет +3:00.

## Население
| 2002 | 2010 | 2012 |
| ---- | ---- | ---- |
| 69   | ↘59  | ↗80  |

## История
В «Списке населенных мест Архангельской губернии к 1905 году» деревня Родiоновская(Гашева) насчитывает 14 дворов, 56 мужчин и 48 женщин. В административном отношении деревня входила в состав Едемского сельского общества Великониколаевской волости.
На 1 мая 1922 года в поселении 19 дворов, 32 мужчины и 57 женщин.